# 1184
Il 1184 (MCLXXXIV in numeri romani) è un anno bisestile del XII secolo.

## Eventi
- 15 giugno - Nella battaglia di Fimreite, Sverre I di Norvegia sconfigge e uccide il suo rivale Magnus V di Norvegia, affermandosi come unico re incontrastato della Norvegia.
- 14 luglio - Lucio III, in viaggio verso Verona, viene accolto nell'Abbazia di S.Maria in Potenza (presso Porto Recanati)
- 4 novembre - A Verona Papa Lucio III promulga la decretale pontificia Ad abolendam sulla repressione delle eresie

## Nati
- 11 aprile - Guglielmo di Winchester, nobile († 1213)
- Accursio, giurista italiano († 1263)
- Bonifacio di Saluzzo, nobile italiano († 1212)
- Davide I di Trebisonda, sovrano († 1212)
- Ghigo VI del Viennois, nobile († 1237)
- Fujiwara no Hideyoshi, poeta giapponese († 1240)

## Morti
- 13 gennaio - Gerard Pucelle, vescovo inglese (n. 1117)
- 16 febbraio - Riccardo di Dover, arcivescovo cattolico francese
- 16 marzo - Giovanni de Surdis Cacciafronte, vescovo cattolico italiano (n. 1125)
- 10 maggio - Taira no Koremori, nobile e militare giapponese (n. 1158)
- 15 giugno - Magnus V di Norvegia, re norvegese (n. 1156)
- 8 luglio - Ottone I di Brandeburgo, nobile tedesco (n. 1128)
- 11 agosto - Ermengol VII di Urgell, conte
- 15 settembre - Gerardo I di Mâcon, conte
- 30 settembre - Arnoldo di Torroja, militare spagnolo
- 8 ottobre - Agnese di Hohenstaufen, principessa tedesca
- 31 ottobre - Arnolfo di Lisieux, vescovo francese
- 15 novembre - Beatrice di Borgogna, imperatrice (n. 1145)
- 15 novembre - William de Beaumont, III conte di Warwick, nobile (n. 1140)
- Abu Ya'qub Yusuf I, califfo (n. 1135)
- Agnese di Courtenay (n. 1136)
- Giorgio III di Georgia, re
- Grimaldo Canella, nobile italiano
- Almucs de Castelnau, trobairitz francese
- Fuas Roupinho, ammiraglio portoghese
- Minamoto no Yoshinaka, militare giapponese (n. 1154)
- Taira no Atsumori, militare giapponese (n. 1169)

## Calendario
| Calendario 1184 | Calendario 1184 | Calendario 1184 | Calendario 1184 | Calendario 1184 | Calendario 1184 | Calendario 1184 | Calendario 1184 | Calendario 1184 | Calendario 1184 | Calendario 1184 | Calendario 1184 | Calendario 1184 | Calendario 1184 | Calendario 1184 | Calendario 1184 | Calendario 1184 | Calendario 1184 | Calendario 1184 | Calendario 1184 | Calendario 1184 | Calendario 1184 | Calendario 1184 | Calendario 1184 | Calendario 1184 | Calendario 1184 | Calendario 1184 | Calendario 1184 | Calendario 1184 | Calendario 1184 | Calendario 1184 | Calendario 1184 | Calendario 1184 |
| --------------- | --------------- | --------------- | --------------- | --------------- | --------------- | --------------- | --------------- | --------------- | --------------- | --------------- | --------------- | --------------- | --------------- | --------------- | --------------- | --------------- | --------------- | --------------- | --------------- | --------------- | --------------- | --------------- | --------------- | --------------- | --------------- | --------------- | --------------- | --------------- | --------------- | --------------- | --------------- | --------------- |
|                 | 1               | 2               | 3               | 4               | 5               | 6               | 7               | 8               | 9               | 10              | 11              | 12              | 13              | 14              | 15              | 16              | 17              | 18              | 19              | 20              | 21              | 22              | 23              | 24              | 25              | 26              | 27              | 28              | 29              | 30              | 31              |                 |
| Gennaio         | Do              | Lu              | Ma              | Me              | Gi              | Ve              | Sa              | Do              | Lu              | Ma              | Me              | Gi              | Ve              | Sa              | Do              | Lu              | Ma              | Me              | Gi              | Ve              | Sa              | Do              | Lu              | Ma              | Me              | Gi              | Ve              | Sa              | Do              | Lu              | Ma              |                 |
| Febbraio        | Me              | Gi              | Ve              | Sa              | Do              | Lu              | Ma              | Me              | Gi              | Ve              | Sa              | Do              | Lu              | Ma              | Me              | Gi              | Ve              | Sa              | Do              | Lu              | Ma              | Me              | Gi              | Ve              | Sa              | Do              | Lu              | Ma              | Me              |                 |                 |                 |
| Marzo           | Gi              | Ve              | Sa              | Do              | Lu              | Ma              | Me              | Gi              | Ve              | Sa              | Do              | Lu              | Ma              | Me              | Gi              | Ve              | Sa              | Do              | Lu              | Ma              | Me              | Gi              | Ve              | Sa              | Do              | Lu              | Ma              | Me              | Gi              | Ve              | Sa              |                 |
| Aprile          | Do              | Lu              | Ma              | Me              | Gi              | Ve              | Sa              | Do              | Lu              | Ma              | Me              | Gi              | Ve              | Sa              | Do              | Lu              | Ma              | Me              | Gi              | Ve              | Sa              | Do              | Lu              | Ma              | Me              | Gi              | Ve              | Sa              | Do              | Lu              |                 |                 |
| Maggio          | Ma              | Me              | Gi              | Ve              | Sa              | Do              | Lu              | Ma              | Me              | Gi              | Ve              | Sa              | Do              | Lu              | Ma              | Me              | Gi              | Ve              | Sa              | Do              | Lu              | Ma              | Me              | Gi              | Ve              | Sa              | Do              | Lu              | Ma              | Me              | Gi              |                 |
| Giugno          | Ve              | Sa              | Do              | Lu              | Ma              | Me              | Gi              | Ve              | Sa              | Do              | Lu              | Ma              | Me              | Gi              | Ve              | Sa              | Do              | Lu              | Ma              | Me              | Gi              | Ve              | Sa              | Do              | Lu              | Ma              | Me              | Gi              | Ve              | Sa              |                 |                 |
| Luglio          | Do              | Lu              | Ma              | Me              | Gi              | Ve              | Sa              | Do              | Lu              | Ma              | Me              | Gi              | Ve              | Sa              | Do              | Lu              | Ma              | Me              | Gi              | Ve              | Sa              | Do              | Lu              | Ma              | Me              | Gi              | Ve              | Sa              | Do              | Lu              | Ma              |                 |
| Agosto          | Me              | Gi              | Ve              | Sa              | Do              | Lu              | Ma              | Me              | Gi              | Ve              | Sa              | Do              | Lu              | Ma              | Me              | Gi              | Ve              | Sa              | Do              | Lu              | Ma              | Me              | Gi              | Ve              | Sa              | Do              | Lu              | Ma              | Me              | Gi              | Ve              |                 |
| Settembre       | Sa              | Do              | Lu              | Ma              | Me              | Gi              | Ve              | Sa              | Do              | Lu              | Ma              | Me              | Gi              | Ve              | Sa              | Do              | Lu              | Ma              | Me              | Gi              | Ve              | Sa              | Do              | Lu              | Ma              | Me              | Gi              | Ve              | Sa              | Do              |                 |                 |
| Ottobre         | Lu              | Ma              | Me              | Gi              | Ve              | Sa              | Do              | Lu              | Ma              | Me              | Gi              | Ve              | Sa              | Do              | Lu              | Ma              | Me              | Gi              | Ve              | Sa              | Do              | Lu              | Ma              | Me              | Gi              | Ve              | Sa              | Do              | Lu              | Ma              | Me              |                 |
| Novembre        | Gi              | Ve              | Sa              | Do              | Lu              | Ma              | Me              | Gi              | Ve              | Sa              | Do              | Lu              | Ma              | Me              | Gi              | Ve              | Sa              | Do              | Lu              | Ma              | Me              | Gi              | Ve              | Sa              | Do              | Lu              | Ma              | Me              | Gi              | Ve              |                 |                 |
| Dicembre        | Sa              | Do              | Lu              | Ma              | Me              | Gi              | Ve              | Sa              | Do              | Lu              | Ma              | Me              | Gi              | Ve              | Sa              | Do              | Lu              | Ma              | Me              | Gi              | Ve              | Sa              | Do              | Lu              | Ma              | Me              | Gi              | Ve              | Sa              | Do              | Lu              |                 |